# Maximum Overdrive
Maximum Overdrive (Brasil: Comboio do Terror / Portugal: Potência Máxima) é um filme de terror, produzido nos Estados Unidos em 1986, escrito e dirigido por Stephen King. 
Comercialmente, um fracasso de bilheteria e de crítica na época de seu lançamento, o filme foi renegado pelo próprio autor anos depois. Nos dias atuais, tornou-se um representante das produções trash da década de 1980, sendo cultuado por fãs do gênero.
O roteiro foi inspirado e vagamente baseado no conto, escrito por Stephen King, intitulado no Brasil de "Caminhões" (Trucks) do livro Sombras da Noite (Night Shift) de 1978.
Único filme dirigido por Stephen King. Teve uma espécie de refilmagem para a TV em 1998 chamada “Trucks - Comboio do Terror”.

## Sinopse
Após a passagem de um cometa pela terra, é provocada uma rebelião de máquinas contra os humanos, os caminhões da cidade começam a se mover por conta própria, parecem ter o poder de pensar e todos que estão em seu caminho são perseguidos até a morte.

## Elenco
- Emilio Estevez....Bill Robinson
- Pat Hingle.... Bubba Hendershot
- Laura Harrington.... Brett
- Yeardley Smith....Connie
- Ellen McElduff.... Wanda June
- Frankie Faison.... Handy
- Leon Rippy.... Brad
- Christopher Murney.... Camp Loman
- John Short....  Curtis
- J. C. Quinn...... Duncan Keller
- Holter Graham..... Deke Keller
- Barry Bell.... Steve Gayton
- Patrick Miller.... Joey
- J. Don Ferguson.... Andy